# Handball Sassari 2022-2023
Questa pagina raccoglie i dati riguardanti la Raimond Handball Sassari nelle competizioni ufficiali della stagione 2022-2023.

## Mercato

### Sessione estiva
| Acquisti | Acquisti         | Acquisti        | Acquisti    | Acquisti |
| R.a      | Nome             | da              | Modalità    | Note     |
| -------- | ---------------- | --------------- | ----------- | -------- |
| C        | Josip Grbavac    | Angers          | defintitivo | [ 1 ]    |
| TS       | Srđan Mijatović  | Riihimäki Cocks | definitivo  | [ 2 ]    |
| PV       | Enrico Aldini    | Trieste         | prestito    | [ 3 ]    |
| TD       | Rodolfo Oliveira | Angers          | definitivo  | [ 4 ]    |

| Cessioni | Cessioni           | Cessioni        | Cessioni   | Cessioni |
| R.       | Nome               | a               | Modalità   |          |
| -------- | ------------------ | --------------- | ---------- | -------- |
| TS       | Allan Pereira      | Secchia Rubiera | definitivo |          |
| TS       | Cherubin Tabanguet | Strasburgo      | definitivo |          |
| PT       | Alessandro Leban   | Junior Fasano   | definitivo |          |
| PV       | Raul Bargelli      | Besançon        | definitivo |          |
| C        | Paolo Bardi        | Belfort         | definitivo |          |

### Sessione invernale
| Acquisti | Acquisti       | Acquisti   | Acquisti   | Acquisti |
| R.a      | Nome           | da         | Modalità   | Note     |
| -------- | -------------- | ---------- | ---------- | -------- |
| TS       | Hatem Hammouda | svincolato | definitivo |          |

| Cessioni | Cessioni        | Cessioni  | Cessioni   | Cessioni |
| R.       | Nome            | a         | Modalità   |          |
| -------- | --------------- | --------- | ---------- | -------- |
| TS       | Srđan Mijatović | Bern Muri | definitivo |          |

## Rosa
| N° | Naz.                            | Ruolo | Sportivo                | Anno |  |  |
| -- | ------------------------------- | ----- | ----------------------- | ---- |  |  |
| 1  | Italia (bandiera)               | P     | Marco Spanu             | 1998 |  |  |
| 12 | Italia (bandiera)               | P     | Paolo Giuffrida         | 2004 |  |  |
| 22 | Italia (bandiera)               | P     | Valerio Sampaolo        | 1987 |  |  |
| 4  | Italia (bandiera)               | PV    | Enrico Aldini           | 2002 |  |  |
| 5  | Italia (bandiera)               | A     | Giovanni Nardin         | 2000 |  |  |
| 6  | Italia (bandiera)               | A     | Riccardo Carta          | 2004 |  |  |
| 7  | Italia (bandiera)               | T     | Alberto Mura            | 2005 |  |  |
| 8  | Argentina (bandiera)            | T     | Leonardo Facundo Querín | 1982 |  |  |
| 9  | Brasile (bandiera)              | T     | Rodolfo Oliveira        | 1992 |  |  |
| 11 | Italia (bandiera)               | A     | Umberto Bronzo          | 2000 |  |  |
| 13 | Italia (bandiera)               | A     | Andrea Delogu           | 2003 |  |  |
| 15 | Bosnia ed Erzegovina (bandiera) | PV    | Damir Halilković        | 1992 |  |  |
| 17 | Italia (bandiera)               | A     | Matteo Bomboi           | 1992 |  |  |
| 18 | Italia (bandiera)               | A     | Alessandro Pintori      | 2003 |  |  |
| 21 | Italia (bandiera)               | A     | Giovanni Delrio         | 2004 |  |  |
| 23 | Croazia (bandiera)              | T     | Josip Grbavac           | 1994 |  |  |
| 24 | Tunisia (bandiera)              | T     | Hatem Hammouda          | 1988 |  |  |
| 33 | Italia (bandiera)               | C     | Bruno Brzić             | 1987 |  |  |
| 44 | Serbia (bandiera)               | T     | Srđan Mijatović         | 1998 |  |  |